# Josh Shapiro
Joshua David Shapiro (Kansas City, Missouri, 1973. június 20. –) amerikai politikus és jogász, 2023 óta Pennsylvania 48. kormányzója. A Demokrata Párt tagja, 2017 és 2023 között Pennsylvania államügyésze volt, az előző öt évben pedig a Montgomery megyei bizottság tagja volt.
Montgomery megyében nőtt fel, Shapiro a Rochesteri Egyetem és a Georgetowni Egyetem diákja volt. Ezt követően Robert Torricelli szenátor tanácsadójaként dolgozott, majd 2004-ben megválasztották a pennsylvaniai képviselőházba, a republikánus Jon D. Foxot legyőzve, 2005 és 2012 között a 153. kerületet képviselte. A megyei bizottságba 2011-ben választották meg, ez volt az első alkalom, hogy republikánusok elveszítették a megyét. A posztot 2011-től 2017-ig töltötte be, bizottságelnök is volt, 2015-ben pedig kinevezték az állam bűnügyi bizottságának élére.
2016-ban indult az államügyészi pozícióért, amit meg is nyert John Rafferty Jr.-t legyőzve. 2020-ban újraválasztották. Hivatali ideje során nyilvánosságra hozott egy jelentést, amiben az szerepelt, hogy az államban gyermekeket zaklattak papok és egyéb vallási vezetők. Segítségével Pennsylvania 1 milliárd dollárt kapott az opioid-egyezményből.
2022-ben ő volt a Demokrata Párt kormányzójelöltje az államban, az előválasztáson nem volt ellenfele, a választáson pedig legyőzte a republikánus Doug Mastrianót, 14,8%-kal megelőzve a politikust.